# Crepis schultzii
Crepis schultzii là một loài thực vật có hoa trong họ Cúc. Loài này được (Hochst. ex A.Rich.) Hochst. ex Oliv. mô tả khoa học đầu tiên năm 1877.